# Шевченко, Сергей Юрьевич
Сергей Юрьевич Шевченко (род.  6 июня 1960, Александровск-Сахалинский) — советский гребец, чемпион СССР (1981) и призёр чемпионата мира (1981) по академической гребле. Мастер спорта СССР международного класса (1981).

## Биография
Родился 6 июня 1960 года в городе Александровск-Сахалинский. В 1962 году вместе с семьёй переехал в Ленинград, где в возрасте 11 лет начал заниматься академической греблей в спортивном обществе «Буревестник» под руководством Валентина Кабищера. В дальнейшем в сборной СССР с ним также работал Александр Тимошинин.
Наибольших успехов добивался, выступая в классе четвёрок парных. В 1978 году был бронзовым призёром чемпионата мира среди юношей. В 1981 году после победы на чемпионате СССР среди взрослых вошёл в состав сборной страны на чемпионате мира в Мюнхене и завоевал серебряную медаль этих соревнований. В 1983 году становился серебряным призёром чемпионата СССР и участвовал в чемпионате мира в Дуйсбурге.
В 1984 году окончил Ленинградский финансово-экономический институт им. Н. А. Вознесенского. В том же году завершил свою спортивную карьеру. В 1988–1990 годах работал экономистом на Ленинградском молочном комбинате №1 имени С. М. Кирова. С 1992 года занимается предпринимательской деятельностью в области производства и продажи продуктов питания.